# Ljubuški
Ljubuški ⓘ is een stad en gemeente in de Federatie van Bosnië en Herzegovina in Bosnië en Herzegovina in het kanton West-Herzegovina. De stad ligt in het westen van Herzegovina aan de grens bij Kroatië. Ljubuški ligt op ongeveer 50 kilometer van Mostar en op 30 kilometer van Makarska. 
De stad Ljubuški heeft ongeveer 10.000 inwoners; de gemeente telde in 2007 24.051 inwoners. De oppervlakte bedraagt 293 km², de bevolkingsdichtheid is 82,1 inwoners per km².
In Ljubuški bevindt zich een als werelderfgoed erkende necropolis met middeleeuwse stećci-grafstenen.

## Geboren
- Peter Tomich (1893 - 1941), zeeman van de Amerikaanse marine van Kroatische afkomst, die hoogste onderscheiding van het Amerikaanse leger ontving, de Medal of Honor, voor zijn acties in de Tweede Wereldoorlog
- Andrija Artuković (1899-1988), Kroatisch extreemrechts politicus, die nauw betrokken was bij de genocide op Joden, Sinti, Roma, Serviërs en andere minderheden in de 'Onafhankelijke Kroatische Staat'

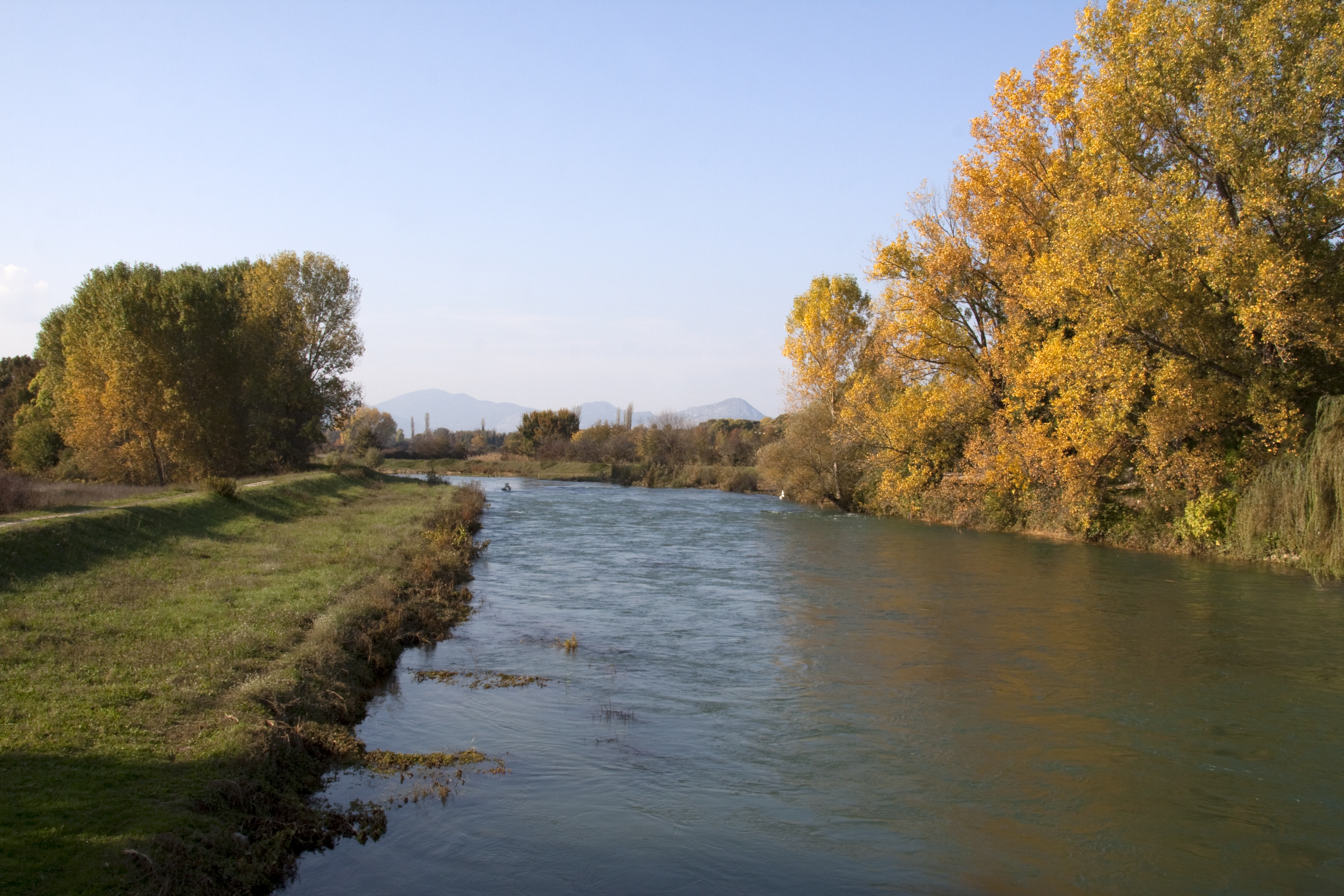
De Trebižat bij Ljubuski

- Gordan Bunoza (1988), voetballer
- Nikola Katić (1996), voetballer

Federatie van Bosnië en Herzegovina:

Banovići · Bihać · Bosanska Krupa · Bosanski Petrovac · Bosansko Grahovo · Breza · Bugojno · Busovača · Bužim · Čapljina · Cazin · Čelić · Centar · Čitluk · Drvar · Doboj Istok · Doboj Jug · Dobretići · Domaljevac-Šamac · Donji Vakuf · Foča-Ustikolina · Fojnica · Glamoč · Goražde · Gornji Vakuf-Uskoplje · Gračanica · Gradačac · Grude · Hadžići · Ilidža · Ilijaš · Jablanica · Jajce · Kakanj · Kalesija · Kiseljak · Kladanj · Ključ · Konjic · Kreševo · Kupres · Livno · Ljubuški · Lukavac · Maglaj · Mostar · Neum · Novi Grad · Novo Sarajevo · Novi Travnik · Odžak · Olovo · Orašje · Pale-Prača · Posušje · Prozor-Rama · Ravno · Sanski Most · Sapna · Široki Brijeg · Srebrenik · Stari Grad · Stolac · Teočak · Tešanj · Tomislavgrad · Travnik · Trnovo · Tuzla · Usora · Vareš · Velika Kladuša · Visoko · Vitez · Vogošća · Zavidovići · Zenica · Žepče · Živinice

De hoofdstad Sarajevo bestaat uit de gemeenten Centar, Novi Grad, Novo Sarajevo en Stari Grad.
Servische Republiek:

Banja Luka · Berkovići · Bijeljina · Bileća · Bosanska Kostajnica · Brod · Bratunac · Čajniče · Čelinac · Derventa · Doboj · Donji Žabar · Foča · Gacko · Gradiška · Han Pijesak · Istočni Drvar · Istočna Ilidža · Istočni Mostar · Istočno Novo Sarajevo · Istočno Sarajevo · Istočni Stari Grad · Jezero · Kalinovik · Kneževo · Kozarska Dubica · Kotor Varoš · Krupa na Uni · Srpski Kupres · Laktaši · Ljubinje · Lopare · Milići · Modriča · Mrkonjić Grad · Nevesinje · Novi Grad · Osmaci · Oštra Luka · Pale · Pelagićevo · Petrovac · Petrovo · Prijedor · Prnjavor · Ribnik · Rogatica · Rudo · Šamac · Šekovići · Šipovo · Sokolac · Srbac · Srebrenica · Teslić · Trebinje · Trnovo · Ugljevik · Ustiprača · Višegrad · Vlasenica · Vukosavlje · Zvornik